# بطرس السابع بطريرك الإسكندرية
بطرس السابع (3 سبتمبر 1949 - 11 سبتمبر 2004) كان بابا وبطريرك بطريركية الإسكندرية للروم الأرثوذكس من 1997 الي 2004.  كان لبطرس السابع الفضل في إحياء الكنائس الأرثوذكسية اليونانية في إفريقيا فزاد عدد الحضور في الكنائس إلى حوالي 250000 شخص. 

## النشأة
ولد بطرس بابابيترو ( (باليونانية: Πέτρος Παπαπέτρου)‏ ) في سيتشاري ، مقاطعة كيرينيا ، قبرص في 3 سبتمبر 1949. كان الابن الأكبر لعائلة أرثوذكسية يونانية وكان والده وجده كاهنين. 

## حياته العملية
في سن الثانية عشرة ، التحق بطرس بدير مشيراس .  ثم في سن السابعة عشرة ، دخل بطرس مدرسة الرسول بارنباس في نيقوسيا .  تخرج في مدرسة برناباس عام 1969 ورُسم شماساً في دير مشيراس. 
بعد عام ، استدعى البطريرك نيقولا السادس بطرس إلى الإسكندرية . شغل منصب شماس تحت قيادة نيقولا السادس أثناء دراسته في مدارس أفروف الثانوية.  في عام 1974 ، تلقى بطرس منحة دراسية من وزارة الخارجية اليونانية للالتحاق بكلية اللاهوت في جامعة أثينا . 

## خدمته

### العمل في أفريقيا
بعد تخرجه من جامعة أثينا عام 1978 ، رُسم بطرس كاهنًا من قبل المطران خريسوستوموس أسقف دودونيس وغادر إلى القاهرة حيث حصل على لقب النائب البطريركي. في عام 1983 ، تمت ترقيته إلى رتبة أسقف بابل.  تولى بطرس عدة مناصب في جميع أنحاء إفريقيا ، بدءًا من جوهانسبرج وأكرا والكاميرون ووسط شرق إفريقيا .  أثناء وجوده في إفريقيا ، ركز بطرس على ترميم الأديرة ، مثل دير القديس سابا بالإسكندرية ، وتوسيع نطاق عمله التبشيري في شرق إفريقيا. 

### بطريركية الإسكندرية
تولى بطرس رئاسة بطريركية الإسكندرية في 9 مارس 1997 بعد انتخابه من قبل المجمع المقدس في فبراير 1997. كانت تربطه علاقة وثيقة بسلفه البطريرك بارثينيوس الثالث بطريرك الإسكندرية وتولى منصب هذا الأخير بعد وفاته عام 1996.  طوال فترة حكمه ، بنى بطرس علاقات مع الكنائس الأخرى الغير يونانية. كما بدأ بطرس علاقات سلمية بين المسلمين والمسيحيين في الشرق الأوسط وتفاعل مع القادة العرب ، بمن فيهم ياسر عرفات .  حكم بطرس بطريرك الإسكندرية لمدة سبع سنوات حتى وفاته.

### خدمته الكرازية
استخدم بطرس منصبه كبطريرك لربط الجماعات الأرثوذكسية في جميع أنحاء العالم  و «نشر مجلة صوت الأرثوذكسية في جميع أنحاء إفريقيا ، للأشخاص الذين لم يسمعوا بالمسيح من قبل ، الذين يموتون من الجوع والمرض ، حيث لا توجد مدارس» .  في عام 2002 ، كتب بطرس إلى جورج دبليو بوش في محاولة لمنع حرب العراق . وذكر بطرس في رسالته أن غزو العراق سوف يُنظر إليه على أنه هجوم على الإسلام وخلق مشاكل مستقبلية مع الأديان الأخرى. 

## وفاته
في 11 سبتمبر 2004 ، توفي بطرس السابع في حادث تحطم هليكوبتر بها 17 شخصًا وثلاثة أساقفة من كنيسة الإسكندرية.  تحطمت المروحية من طراز بوينج شينوك التي تقل الركاب في بحر إيجه أثناء توجهها إلى دير جبل آثوس .  في عام 2007 ، تم رفع دعوى قضائية ضد بوينج من قبل عائلات الضحايا بسبب الإهمال. تمت تسوية الدعوى خارج المحكمة.
حصل على وسام التاج اليوغوسلافي ووسام القديس سابا . 

## روابط خارجية
- "Petros VII (1996–2004)". Official web site of the Greek Orthodox Patriarchate of Alexandria and All Africa. مؤرشف من الأصل في 2021-11-30. اطلع عليه بتاريخ 2011-02-07.